# سیارک ۵۹۷۹۳
سیارک ۵۹۷۹۳ (به انگلیسی: 59793 Clapies، نامگذاری:1999OD) پنجاه و نه هزار و هفتصد و نود و سومین سیارک کشف شده‌است که در ۱۶ ژوئیه ۱۹۹۹ کشف شد.